# Xylotrechus pyrrhoderus
Xylotrechus pyrrhoderus är en skalbaggsart. Xylotrechus pyrrhoderus ingår i släktet Xylotrechus och familjen långhorningar.

## Underarter
Arten delas in i följande underarter:
- X. p. pyrrhoderus
- X. p. nigrosternus